# Sarablangas
Sarablangas (em grego: Σαραβλαγγᾶς; em armênio: Շահրապղական; romaniz.: Šahrapłakan) foi um general sassânida que participou da guerra bizantino-sassânida de 602-628. Inicialmente um marzobã da Armênia, liderou tropas contra os bizantinos do imperador Heráclio (r. 610–641) que estavam invadindo os domínios sassânidas. Recuperou muitos territórios e repeliu os invasores, porém foi derrotado em batalha junto com Sarbaro. Em 627, liderou tropas em direção a Tbilisi que estava sob cerco bizantino-cazar.

## Nome
Sarablangas (Σαραβλαγγᾶς) é a forma grega do armênio Xaraplacã (Շահրապղական, Šahrapłakan). C. J. F. Dowsett sugeriu que a forma armênia original era Xarapalacã (*Շահրապաղական, *Šahrapałakan). Moisés de Dascurã ainda registra as variantes Xaatrepalacã (Շահատրպաղական, Šahatrpałakan), Xaatrepalatacã (Շահատրպալատական, Šahatrpalatakan), Xaaplacã (Շահապղական, Šahapłak(a)n), Xarapal (Շարհապաղ, Šarhapał), Xarapala (Շարհապաղա, Šarhapała), Xarapalai (արհապլական, Šarhaplakan) ou Xaapaz (Շահապազ; Šahapaz). Ferdinand Justi propôs que o nome significa "pantera do reino" (do persa médio šahr (𐭱𐭲𐭥𐭩), "terra, reino", e do persa novo palang (پلنگ), "pantera"). Heinrich Hübschmann propõe provisoriamente uma derivação do persa médio šahr ("terra") + pyl (pīl, "elefante") + -kʾn' (-(a)gān, "sufixo"), mas Dowsett considerou a etimologia de Hübschmann insatisfatória e aceitou a proposta de Justi.

## Biografia

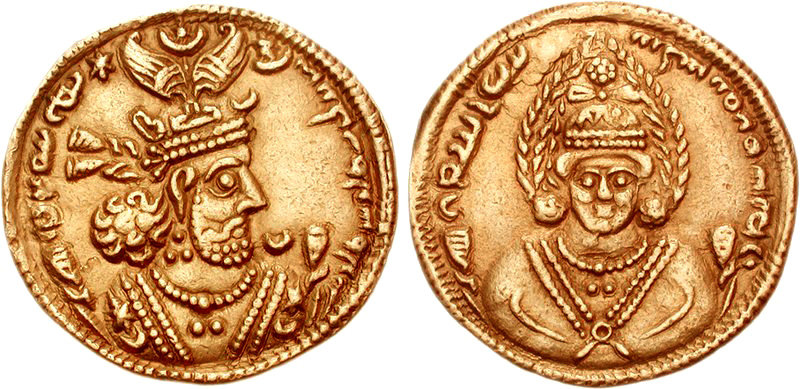
Dinar de ouro do xá sassânida r.

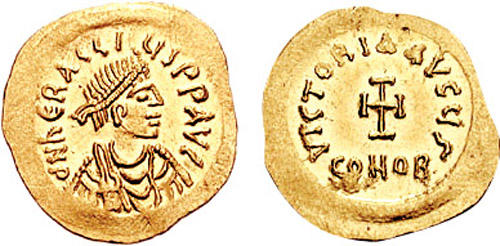
Tremisse do imperador Heráclio r.

É mencionado pela primeira vez na crônica do bispo e historiador Sebeos, onde é descrito como marzobã da Armênia entre 619 e 624. Em 624, o xainxá Cosroes II (r. 590–628) confiou-lhe o comando do então chamado "Novo Exército", composto pelos regimentos de Cosroegetas (Chosroēgetai) e Perozitas (Perozitai) segundo Teófanes, o Confessor. Com este exército, Sarablangas combateu o imperador bizantino Heráclio (r. 610–641), que tinha invadido a Armênia e estava invernando na Albânia. Seu exército foi bem sucedido em recuperar muitas cidades e repelir os bizantinos de volta para Siunique, e procurou capturar passagens chave para impedir que Heráclio descesse para o sul no noroeste da Pérsia (Azerbaijão).
Heráclio, contudo, conseguiu evitar o cerco através de uma série de manobras. Sarablangas seguiu-o mas não conseguiu envolvê-lo, esperando primeiro juntar-se com o exército liderado por outro general persa, Sarbaro. Embora Heráclio tenha lançado várias ataques contra Sarablangas para prevenir isto, os dois exércitos eventualmente se juntaram. Incentivados pelo relato de deserções bizantinas, os generais persas decidiram não esperar a chegada do terceiro exército sob o rival deles Saíno, e então atacam Heráclio. Na batalha que se seguiu, os sassânidas foram derrotados.
Uma fonte registra que Sarablangas foi morto em batalha "atingindo por uma espada nas costas", mas reaparece depois. Em 627, foi enviado com uma força de cerca de 1 000 homens de elite para aliviar Tbilisi, sitiada pelos bizantinos e seus aliados "cazares" (provavelmente goturcos). A chegada deles reforçou a guarnição e deu coragem aos defensores, mas a cidade eventualmente caiu (provavelmente no final de 628). Como o cerco arrastou-se, contudo, em meados de setembro de 627 Heráclio deixou os turcos para continuar o cerco, enquanto ele foi com seu exército e um grande contingente turco em direção a Pérsia. Sarablangas, com uma força muito menor, poderia fazer nada para impedir o avanço do imperador bizantino.